# Distrito de Apt
El distrito de Apt es un distrito (en francés, arrondissement) del departamento de Vaucluse, ubicado en la región de Provenza-Alpes-Costa Azul (en francés, Provence-Alpes-Côte d'Azur). Tiene una población estimada, a inicios de 2021, de 127 891 habitantes.
Cuenta con 57 comunas.

## División territorial

### Cantones
A partir de 2015 los cantones fueron disueltos como subdivisiones administrativas y pasaron a ser meras circunscripciones electorales departamentales, vigentes solamente durante las elecciones para los consejos departamentales.
Por lo tanto, el cantón en Francia no es una persona jurídica, no tiene presupuesto, ni competencia, ni empleados, ni administrador, a diferencia de las comunidades de municipios u otras administraciones locales. Solo existe en el contexto de elecciones departamentales.
El "cantón" en el sentido popular ("los habitantes del cantón") es hoy, por lo tanto, una denominación desprovista de cualquier fundamento.

### Comunas
A inicios de 2024 las comunas del distrito son las siguientes:
1. Ansouis
2. Apt
3. Auribeau
4. La Bastide-des-Jourdans
5. La Bastidonne
6. Beaumettes
7. Beaumont-de-Pertuis
8. Bonnieux
9. Buoux
10. Cabrières-d'Aigues
11. Cabrières-d'Avignon
12. Cadenet
13. Caseneuve
14. Castellet-en-Luberon
15. Cavaillon
16. Cheval-Blanc
17. Cucuron
18. Gargas
19. Gignac
20. Gordes
21. Goult
22. Grambois
23. Joucas
24. Lacoste
25. Lagarde-d'Apt
26. Lagnes
27. Lauris
28. Lioux
29. Lourmarin
30. Maubec
31. Ménerbes
32. Mérindol
33. Mirabeau
34. La Motte-d'Aigues
35. Murs
36. Oppède
37. Pertuis
38. Peypin-d'Aigues
39. Puget
40. Puyvert
41. Robion
42. Roussillon
43. Rustrel
44. Saignon
45. Saint-Martin-de-Castillon
46. Saint-Martin-de-la-Brasque
47. Saint-Pantaléon
48. Saint-Saturnin-lès-Apt
49. Sannes
50. Sivergues
51. Taillades
52. La Tour-d'Aigues
53. Vaugines
54. Viens
55. Villars
56. Villelaure
57. Vitrolles-en-Lubéron